# Sancé (Saône-et-Loire)
Pour les articles homonymes, voir Sancé.
Sancé est une commune française située dans le département de Saône-et-Loire, en région Bourgogne-Franche-Comté.

## Géographie

### Localisation
Sancé est une commune de Saône-et-Loire dans la région Bourgogne-Franche-Comté située entre les deux parties du territoire de Mâcon. En effet, au sud de la commune se trouve l'ancienne commune Flacé-lès-Mâcon qui a fusionné en 1965 avec la ville-préfecture et au nord, on trouve la commune associée de Sennecé-lès-Mâcon. Le village s'étend sur la rive occidentale de la Saône, entre la Bresse à l'est et les monts du Beaujolais au sud.
La commune est située à 40 kilomètres à l'ouest de Bourg-en-Bresse (préfecture du département de l'Ain dont la commune est limitrophe), à 55 kilomètres au sud de Chalon-sur-Saône (sous-préfecture de Saône-et-Loire), à 70 kilomètres au nord de Lyon, à 400 kilomètres au sud de Paris, à 150 kilomètres à l'ouest de Genève.
Le territoire de la commune est partagé en quatre. La partie ouest, séparée du territoire par l'autoroute A6 comporte le hameau de la Grisière et le bois communal. Au centre, le bourg du village concentre la majorité des habitants. Au nord-est, des habitations sont séparées du bourg par l'autoroute A40. Enfin, la zone d'activités commerciale des Platières forme le sud-est de la commune.

### Hydrographie

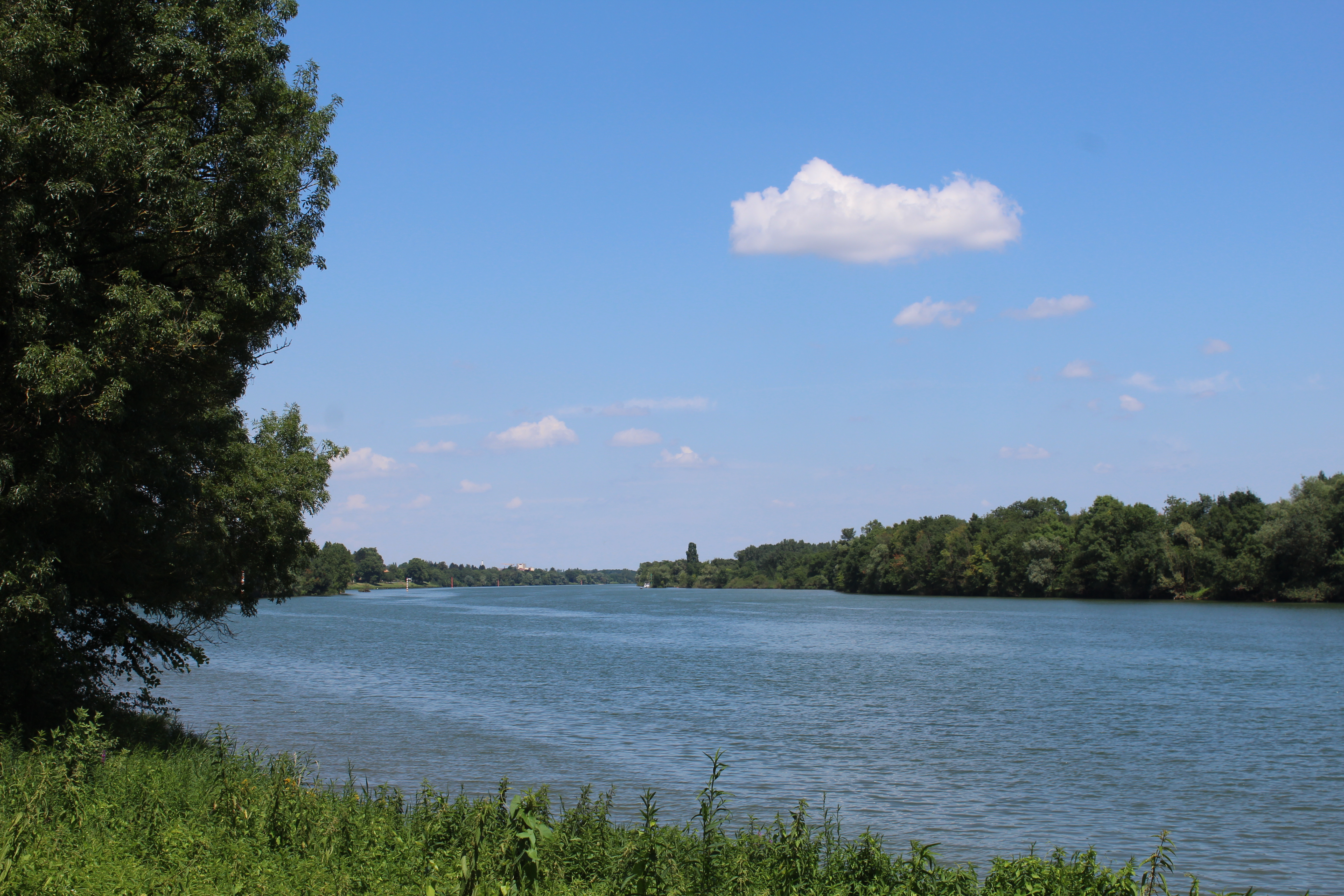
La Saône.

La Saône borde le village et marque la frontière avec le département de l'Ain. La rivière n'est pas la seule de Sancé, le Tariaudin prend sa source près de la médiathèque et se jette dans la Saône près du pont nord de l'autoroute A40 en face de l'Île Saint-Jean.

### Climat
Pour des articles plus généraux, voir Climat de la Bourgogne-Franche-Comté et Climat de Saône-et-Loire.
En 2010, le climat de la commune est de type climat océanique altéré, selon une étude du Centre national de la recherche scientifique s'appuyant sur une série de données couvrant la période 1971-2000. En 2020, Météo-France publie une typologie des climats de la France métropolitaine dans laquelle la commune est dans une zone de transition entre le climat océanique altéré et le climat océanique altéré et est dans la région climatique Bourgogne, vallée de la Saône, caractérisée par un bon ensoleillement (1 900 h/an), un été chaud (18,5 °C), un air sec au printemps et en été et des vents faibles.
Pour la période 1971-2000, la température annuelle moyenne est de 11,5 °C, avec une amplitude thermique annuelle de 18 °C. Le cumul annuel moyen de précipitations est de 869 mm, avec 10,4 jours de précipitations en janvier et 7,4 jours en juillet. Pour la période 1991-2020, la température moyenne annuelle observée sur la station météorologique de Météo-France la plus proche, « Mâcon », sur la commune de Charnay-lès-Mâcon à 5 km à vol d'oiseau, est de 12,3 °C et le cumul annuel moyen de précipitations est de 833,7 mm. 
La température maximale relevée sur cette station est de 39,8 °C, atteinte le 13 août 2003 ; la température minimale est de −21,4 °C, atteinte le 15 février 1956,,.
Les paramètres climatiques de la commune ont été estimés pour le milieu du siècle (2041-2070) selon différents scénarios d'émission de gaz à effet de serre à partir des nouvelles projections climatiques de référence DRIAS-2020. Ils sont consultables sur un site dédié publié par Météo-France en novembre 2022.

### Voies de communication et transports

Carte des axes de communication.

Sancé bénéficie de sa proximité avec Mâcon qui est reliée aux grandes agglomérations voisines par différentes voies de communication. La plaine de Saône est un lieu d'échanges national et même européen privilégié, ce qui permet au village d'être desservi par la plupart des axes nord-sud (Paris-Lyon-Marseille) et d'être au centre des échanges est-ouest (Bordeaux-Nantes-Genève).

#### Routes

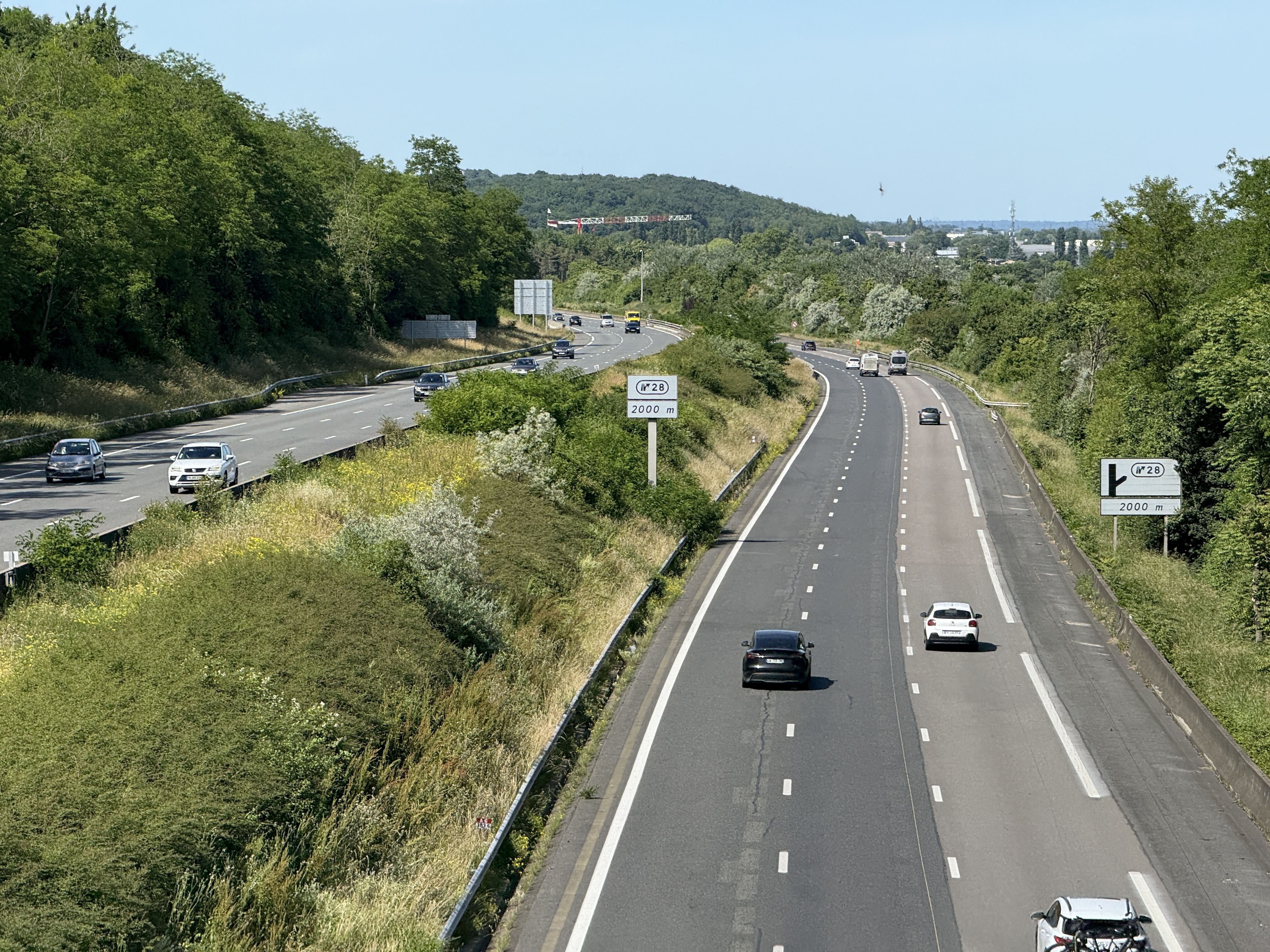
L'autoroute A6 en direction de Paris.

Reliant les villes de Paris et Lyon, l'autoroute A6 traverse l'ouest de la commune près de la forêt de la Grisière. Permettant de se diriger vers Chalon-sur-Saône, Beaune et Dijon par le nord, elle joint Sancé à des villes situées au sud dont Mâcon, Belleville et Villefranche-sur-Saône. Même si la voie s'arrête officiellement Lyon, elle est prolongée jusqu'à Marseille en prenant le nom d'autoroute A7.
L'autoroute A40, formant un axe entre Mâcon et Genève traverse le territoire communal qui le sépare en deux. Reliée à l'A6 près de la frontière qu'elle forme avec Sennecé-lès-Mâcon, la voie est gratuite dans entre les gares de péage de Mâcon-Nord et de Feillens et est principalement empruntée lors de la saison hivernale du fait qu'elle permet de se diriger vers les stations de ski.
La route nationale 6 aujourd'hui déclassée en route départementale porte le nom de D 906. Elle traverse la ZAC des Platières. Enfin, la route départementale 103 est la rue principale du centre du village où quelques commerces et les services de la commune se situent près de l'axe de communication.

#### Voies cyclables

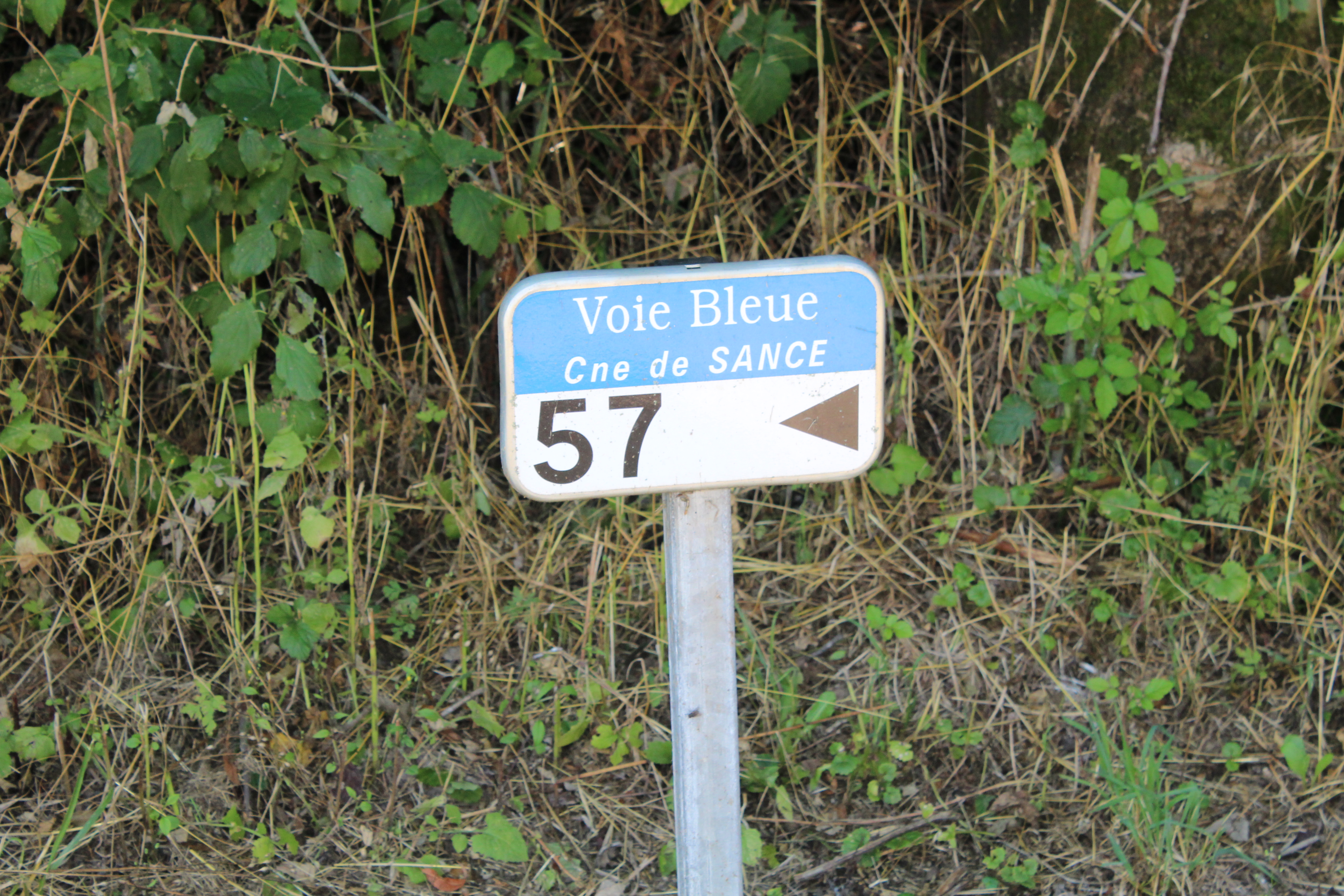
Borne kilométrique de la Voie Bleue.

Le long de la Saône, la partie sud de la Voie Bleue relie Mâcon à Tournus, ce qui permet aux cyclistes d'éviter le trafic routier important de la route nationale 6. Le bourg est relié à la voie par l'intermédiaire d'une bande cyclable le long de la rue Beau-Soleil.

#### Voies ferroviaires
La Ligne PLM qui relie la capitale à Lyon et Marseille est la seule voie ferroviaire qui traverse la commune. Elle dessert la gare SNCF Mâcon-Ville située dans la cité Lamartine.

#### Transport fluvial
La Saône permet via le Rhône un accès à la mer Méditerranée et est navigable à grand gabarit européen depuis Verdun-sur-le-Doubs jusqu'à Lyon. Elle constitue un axe de transport fluvial important entre l'est et la Méditerranée.

#### Transports en commun
Sancé est desservie par le réseau de transports urbains Tréma, dont l'autorité organisatrice est le SITUM (Syndicat intercommunal des transports urbains du Mâconnais - Val de Saône) par l'intermédiaire de la ligne G qui part de la gare de Mâcon-Ville et rejoint Sennecé-lès-Mâcon et Saint-Jean-le-Priche.
Elle est aussi desservie par le réseau Buscéphale du conseil général de Saône-et-Loire.

## Urbanisme

### Typologie
Au 1er janvier 2024, Sancé est catégorisée ceinture urbaine, selon la nouvelle grille communale de densité à sept niveaux définie par l'Insee en 2022.
Elle appartient à l'unité urbaine de Mâcon, une agglomération inter-régionale regroupant 16  communes, dont elle est une commune de la banlieue,,. Par ailleurs la commune fait partie de l'aire d'attraction de Mâcon, dont elle est une commune de la couronne,. Cette aire, qui regroupe 105 communes, est catégorisée dans les aires de 50 000 à moins de 200 000 habitants,.

## Toponymie

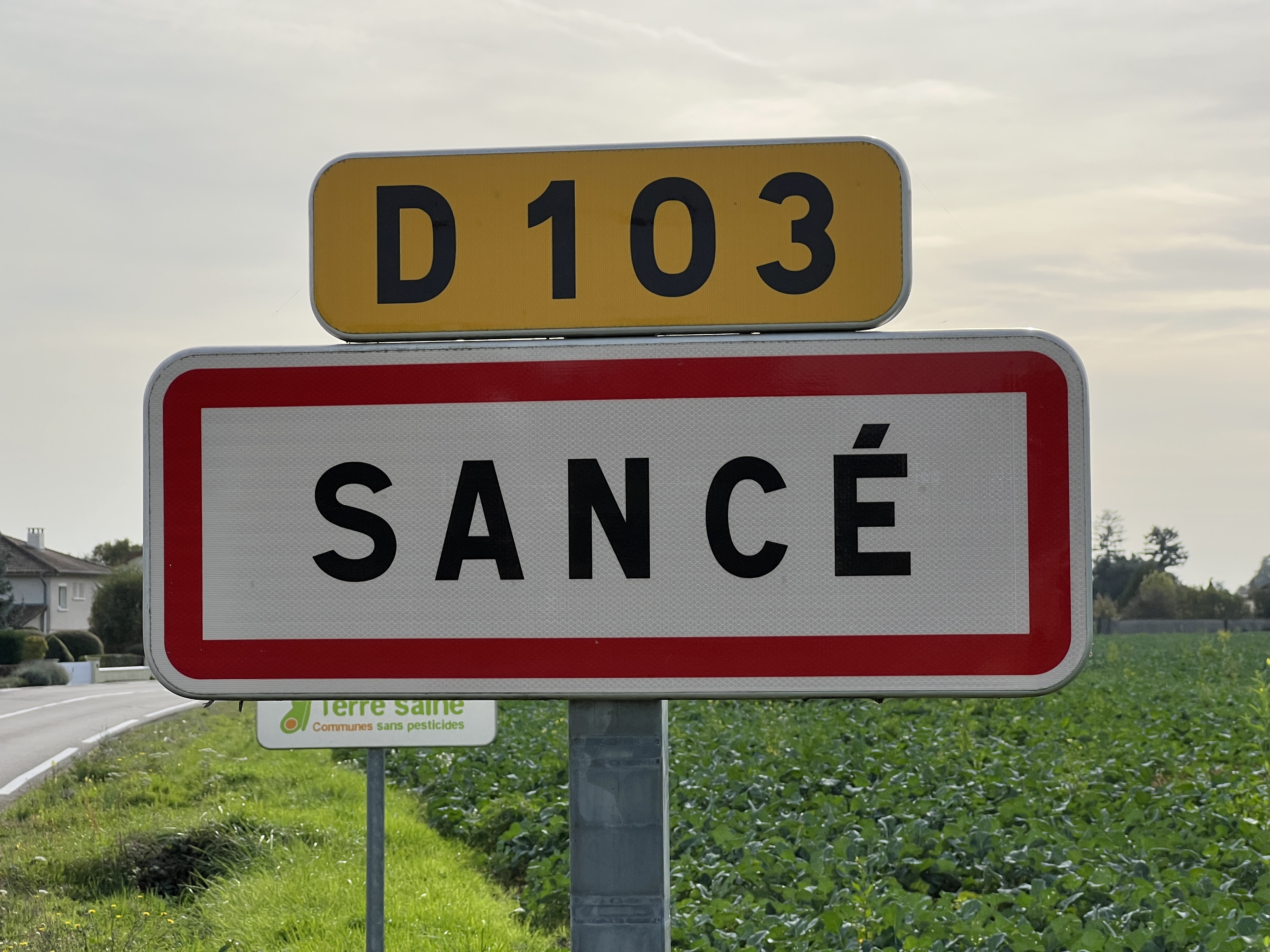
Panneau d'entrée du village depuis Sennecé.

Le village est mentionné pour la première fois en 878 sous le nom de Sanciaco. Le siècle suivant, au Xe siècle, Sancé porte le nom de Sanctio. Durant le même siècle, Sanctiaco, Censanica et Sanciaco sont mentionnés.
En 1167, on trouve la mention Senicia alors qu'au XIIIe siècle, Sancé est mentionné sous les noms de Sanciaci, Sencie ou Samciacum.
À partir de 1451, on trouve pour la première fois le nom de Sancé même si en 1666, le nom de Censé est mentionné avant que Sancé ne soit une nouvelle fois mentionné en 1685.
En 1780, Sancey ou Sansey sont utilisés pour parler du village. Depuis 1783, Sancé est le nom de la commune.

## Histoire

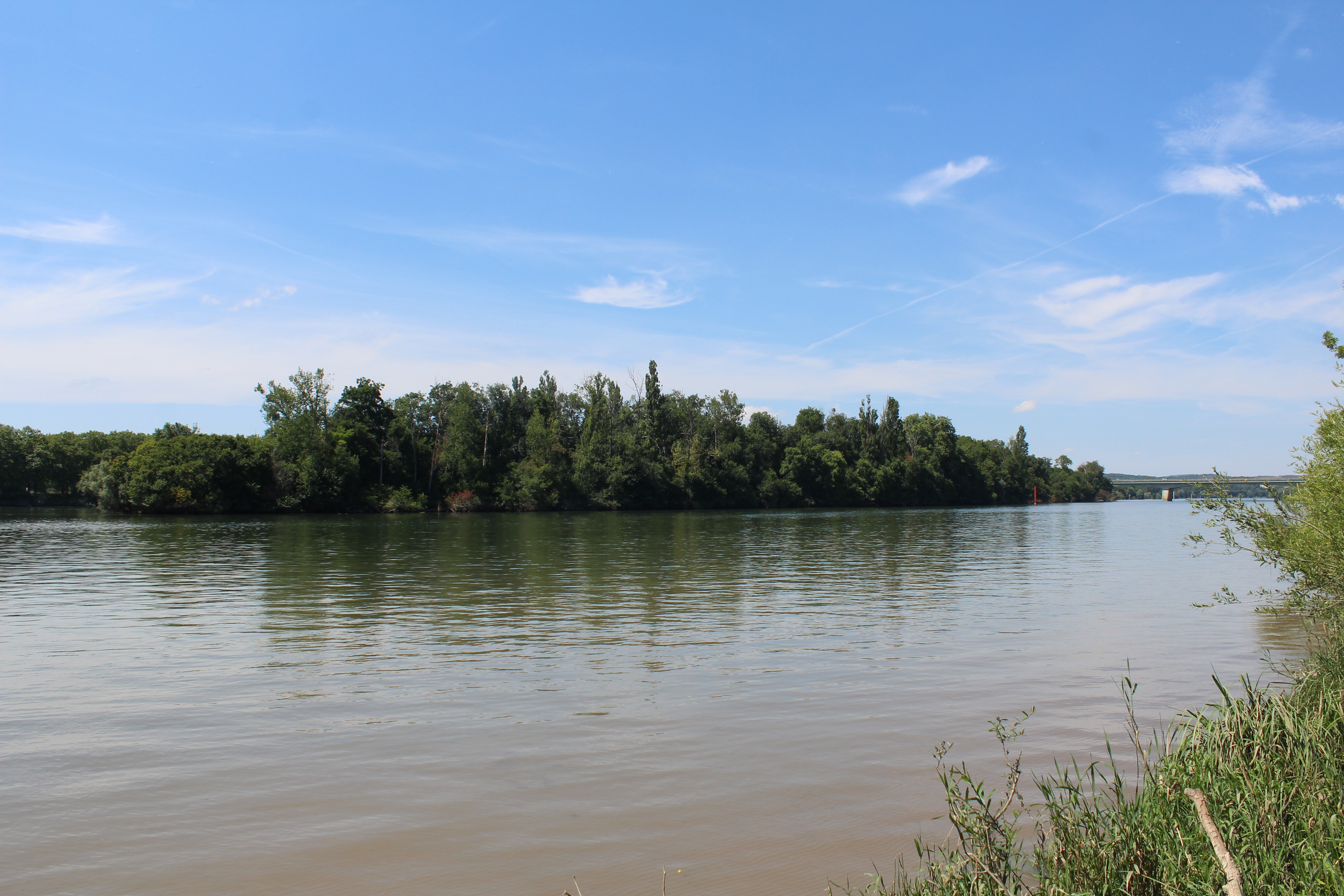
Île Saint-Jean.

L'histoire de la commune débute vers le néolithique, l'île Saint-Jean (ou l'île Palme) est un des plus anciens sites habité de la région. C'est sur cette île que ce serait joué le sort de l'Europe, les petits-fils de Charlemagne y auraient préparé le traité de Verdun (843) sur l'île.
Le premier nom de Sancé est mentionné dès l'an 878. Le développement du village commence durant la période médiévale dont qui a laissé un héritage. On trouve le château de Châtenay, rebâti au XVIe siècle sur l'emplacement d'une tour du XIe siècle ainsi que le château du Parc. Ces castels étaient la propriété des deux seigneurs de Sancé.
Le Parc faisait partie du comté de Senozan depuis le XVIIe siècle, le dernier comte fut Archambaud Talleyrand-Périgord, frère de l'évêque d'Autun. Le Parc était une place forte, fut assailli et pris par le duc de Mayenne pendant les guerres de Religion.
En 1789, la commune dépendait des bailliage et recette de Mâcon. Entre 1790 et 1795, elle dépendait du canton de Charnay-lès-Mâcon et du district de Mâcon. Pendant la Seconde Guerre mondiale, la famille de Léon Israël, médecin juif résistant exécuté par la Milice à Mâcon, est cachée par la résistance locale à Sancé pour les protéger.

## Politique et administration

### Rattachements administratifs et électoraux
Lors de la création des départements par la Révolution française, Sancé est intégrée au département de Saône-et-Loire.
Entre 1790 et 1795, elle devient une municipalité du canton de Mâcon qui appartenait au district du même nom. Après la fin de cette période, elle reste dans le même canton mais intègre l'arrondissement de Mâcon.
En 1801, le territoire communal est séparé devient une commune du canton de Mâcon-Nord. En mars 2015, à l'occasion des élections départementales, le décret du 13 février 2014 portant sur le redécoupage cantonal des cantons de Saône-et-Loire entre en vigueur. Sancé intègre alors le canton de Mâcon-1.
Depuis l'instauration de la Ve République, Sancé appartient à la première circonscription de Saône-et-Loire.
Du point de vue judiciaire, la commune relève du tribunal d'instance, du tribunal de grande instance, du tribunal pour enfants, du conseil de prud'hommes, du tribunal de commerce et du tribunal paritaire des baux ruraux de Mâcon. Un autre tribunal, celui des affaires de la Sécurité sociale est située à Mâcon. La commune relève aussi de la cour d'assises de Saône-en-Loire, localisée située à Chalon-sur-Saône. Enfin, elle dépend de la cour d'appel, du tribunal administratif de Dijon mais de la cour administrative d'appel de Lyon.

### Administration municipale

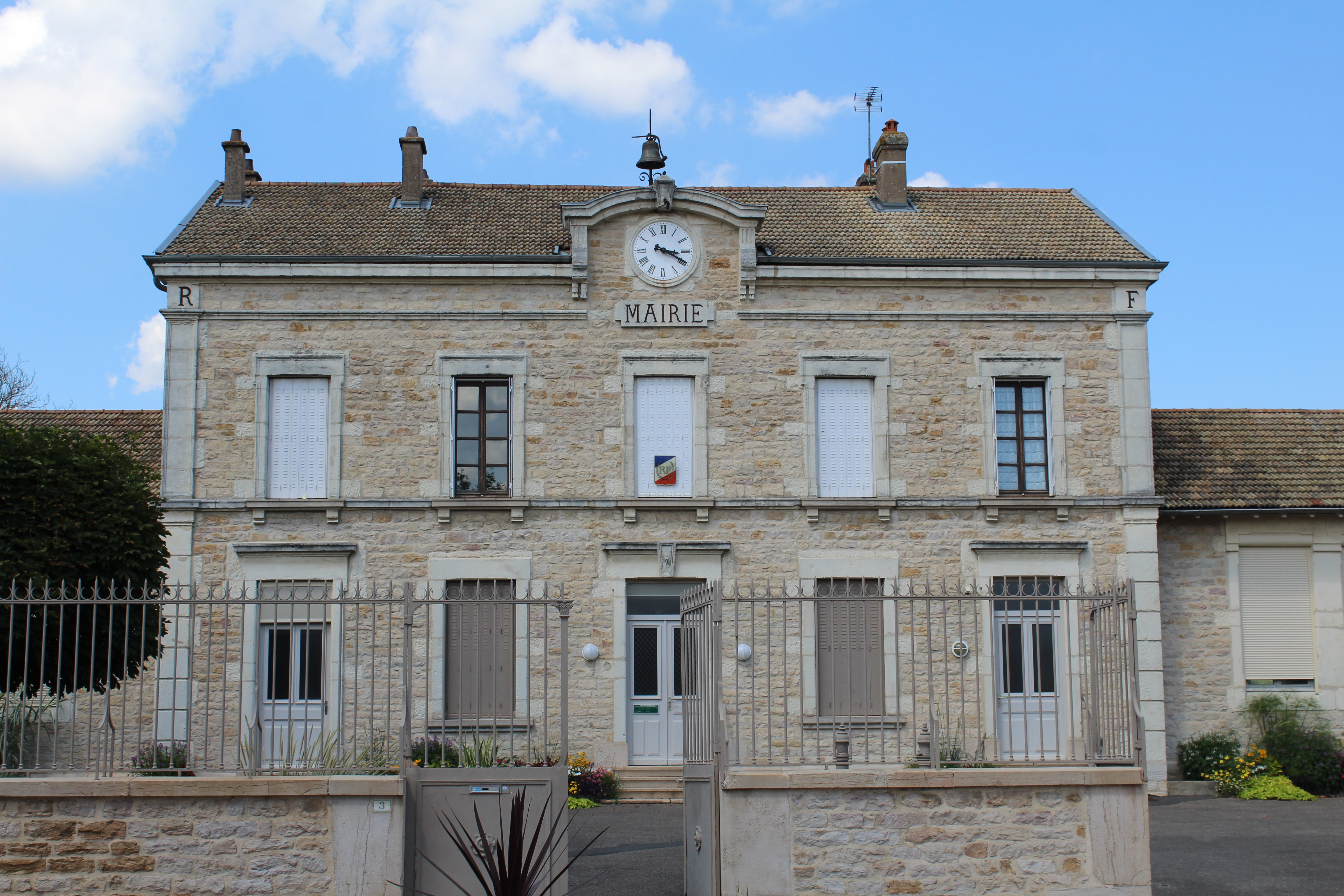
Mairie de la commune.

Le conseil municipal est composé de quinze conseillers municipaux dont le maire et ses trois adjoints.
Neuf commissions ont été mises en place :
- Administration générale et ressources humaines ;
- Achats et finances ;
- Bâtiments communaux ;
- Voirie, réseaux et sécurité, environnement, développement durable et fleurissement ;
- Activités scolaires et de loisirs ;
- Urbanisme et aménagement ZAC ;
- Vie associative et culture ;
- Communication et manifestations municipales ;
- Économie et relations extérieures.

### Liste des maires
| Période                                  | Période  | Identité         | Étiquette | Qualité |
| ---------------------------------------- | -------- | ---------------- | --------- | --- |
| 1969                                     | 1977     | Yves Hall        |           | |
| avant 1981                               |          | Anne Bouchacourt |           | Maire honoraire |
| juin 1995                                | mai 2020 | Roger Moreau     | UMP       | Agriculteur, conseiller municipal (1971 → 1995) 1er vice-président de MBA (2017 → 2020) Réélu en 2001, 2008 et 2014 |
| mai 2020,                                | En cours | Gilles Jondet    | SE        | Expert-comptable retraité, ancien 3e adjoint                                                                        |
| Les données manquantes sont à compléter. |          |                  |           | |

### Politique environnementale

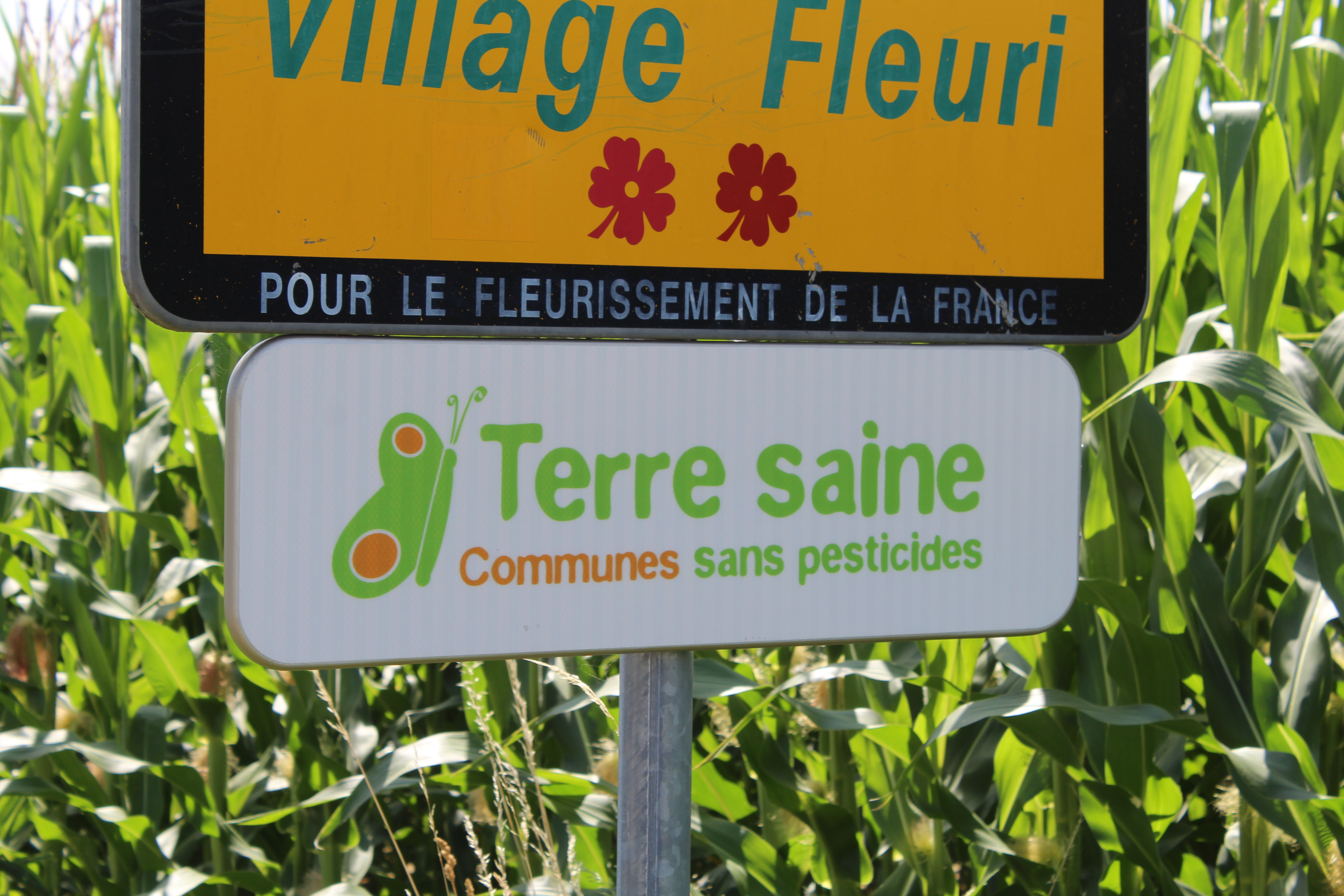
Panneau du label « Terre saine ».

La municipalité participe activement à la protection de l'environnement. Ce travail est en partie recompensé avec le label « Terre saine » dont elle est la première commune de Bourgogne à recevoir en novembre 2015.
Le 9 novembre 2015, Sancé signe la charte d’adhésion à la Stratégie Régionale pour la Biodiversité qui impose à la commune de poursuive sa politique en faveur de la protection de la biodiversité et de faire la promotion aux citoyens des enjeux de cette politique.
Dans le parc du château Lapalus, la commune a décidé de créer fin 2015 un verger conservatoire dans le but de sauvegarder les variétés fruitières anciennes de Bourgogne.

### Intercommunalité
Du 4 novembre 2004 jusqu'au 1er janvier 2017, la commune était membre de la CAMVAL (communauté d'agglomération du Mâconnais - Val de Saône). Depuis cette date, elle fait partie de Mâconnais Beaujolais Agglomération née de la fusion de la CAMVAL et de la communauté de communes du Mâconnais Beaujolais.

### Jumelage
| \| Sancé Vernet-la-Varenne \| Communes jumelées avec Sancé. |
| Sancé Vernet-la-Varenne                                     |

Le village est jumelé avec le village de Vernet-la-Varenne depuis septembre 1984. L'officialisation de ce jumelage s'est fait en deux étapes avec la signature de deux contrats d’amitié. L'un a été signé le 16 septembre 1985 à Vernet-la-Varenne et l'autre le 28 septembre 1986 à Sancé.
Vernet-la-Varenne est une commune de 703 habitants située dans le Puy-de-Dôme à 20 kilomètres d'Issoire.

## Population et société

### Démographie
L'évolution du nombre d'habitants est connue à travers les recensements de la population effectués dans la commune depuis 1793. Pour les communes de moins de 10 000 habitants, une enquête de recensement portant sur toute la population est réalisée tous les cinq ans, les populations de référence des années intermédiaires étant quant à elles estimées par interpolation ou extrapolation. Pour la commune, le premier recensement exhaustif entrant dans le cadre du nouveau dispositif a été réalisé en 2007.

En 2022, la commune comptait 2 158 habitants, en évolution de +8,88 % par rapport à 2016 (Saône-et-Loire : −1,06 %, France hors Mayotte : +2,11 %).
| 1793 | 1800 | 1806 | 1821 | 1831 | 1836 | 1841 | 1846 | 1851 |
| ---- | ---- | ---- | ---- | ---- | ---- | ---- | ---- | ---- |
| 383  | 428  | 388  | 412  | 429  | 502  | 522  | 486  | 475  |

| 1856 | 1861 | 1866 | 1872 | 1876 | 1881 | 1886 | 1891 | 1896 |
| ---- | ---- | ---- | ---- | ---- | ---- | ---- | ---- | ---- |
| 479  | 478  | 474  | 518  | 489  | 550  | 531  | 511  | 525  |

| 1901 | 1906 | 1911 | 1921 | 1926 | 1931 | 1936 | 1946 | 1954 |
| ---- | ---- | ---- | ---- | ---- | ---- | ---- | ---- | ---- |
| 478  | 460  | 462  | 433  | 421  | 420  | 442  | 429  | 501  |

| 1962 | 1968 | 1975 | 1982  | 1990  | 1999  | 2006  | 2007  | 2012  |
| ---- | ---- | ---- | ----- | ----- | ----- | ----- | ----- | ----- |
| 484  | 524  | 704  | 1 265 | 1 627 | 1 807 | 1 845 | 1 850 | 1 891 |

| 2017  | 2022  | - | - | - | - | - | - | - |
| ----- | ----- | - | - | - | - | - | - | - |
| 2 033 | 2 158 | - | - | - | - | - | - | - |

### Enseignement

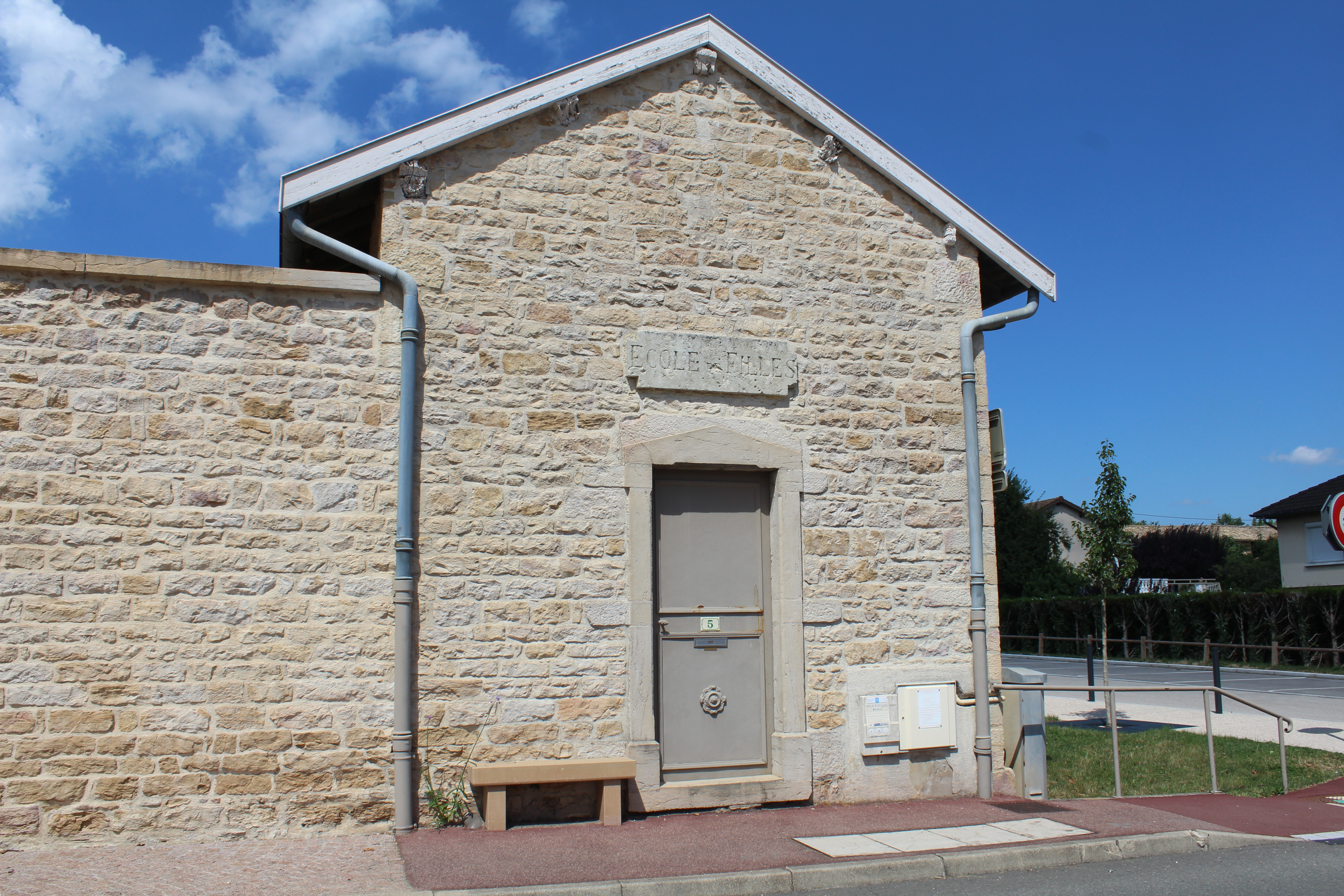
Bâtiment de l'école des filles.

Dès 1795, les enfants de Sancé peuvent aller à l'école mais doivent rejoindre à pied la commune de Sennecé jusqu'en 1831, année durant laquelle est construite la première école communale à la Besace, en face du château Lapalus. Cependant, cette école ne servira que 6 ans, une nouvelle école est établie au Puits Senailler à partir de 1838 mais devient trop petite. C'est alors qu'en 1884 que les écoles de filles et de garçons sont installées dans le nouveau bâtiment de la mairie.
Aujourd'hui, Il existe une seule école, l'école Jean-de-la-Fontaine qui est un groupe scolaire inauguré en 1987. Elle réunit les élèves de la commune répartis en huit classes de la petite section au CM2.

### Sports et culture

#### Sport
Clubs sportifs
- Amicale sportive Sancé Basket.
- L'association sportive sancéenne est formée de trois sections : gymnastique, yoga et danse rythmique-aérobic-streching.
- L'école des 3 énergies est un club qui propose le taï-chi-chuan, le qi-gong et le karaté.
- Le Sancé Football Club possède des équipes du niveau de seniors. Pour les jeunes, le club s'est réuni avec les clubs d'Hurigny, de Laizé et Sennecé-lès-Mâcon sous le nom d'HL2S.
- Sancé Tennis propose pour tous la pratique du tennis.

Infrastructures sportives
- À côte de l'école, la salle omnisports est mise à disposition pour le basket, la danse, la gymnastique et le tennis.
- Entre la salle et le cimetière, deux courts de tennis sont utilisés par les pratiquants et par Sancé Tennis.
- Au lieu-dit de la Grisière, au sud-ouest de la commune deux terrains de football se font face dont un est uniquement pour les plus jeunes.
- Dans la même localité, à la frontière avec Mâcon, on trouve un terrain de motocross.
- La Saône est aussi utilisée par les sportifs, notamment par ceux qui pratiquent la motomarine.

#### Culture
Médiathèque
La commune dispose d'une médiathèque.
École de musique
La commune dispose d'une école de musique. Les instruments enseignés sont : la guitare, le piano, la batterie, la flute, le saxophone, le violon.

### Médias
- Le journal Le Journal de Saône-et-Loire propose une édition locale aux communes des environs de Mâcon. Il paraît du lundi au dimanche et traite des faits divers, des évènements sportifs et culturels au niveau local, national, et international.
- La chaîne France 3 Bourgogne est disponible dans la région.
- Les radios locales Aléo et Club Altitude RCF.
- La station Radio Scoop a une antenne à Bourg-en-Bresse qui diffuse dans l'Ain et aussi dans le Mâconnais.
- France Bleu Bourgogne diffuse dans toute la région bourguignonne ainsi que dans les zones frontalières à la région.

### Sécurité

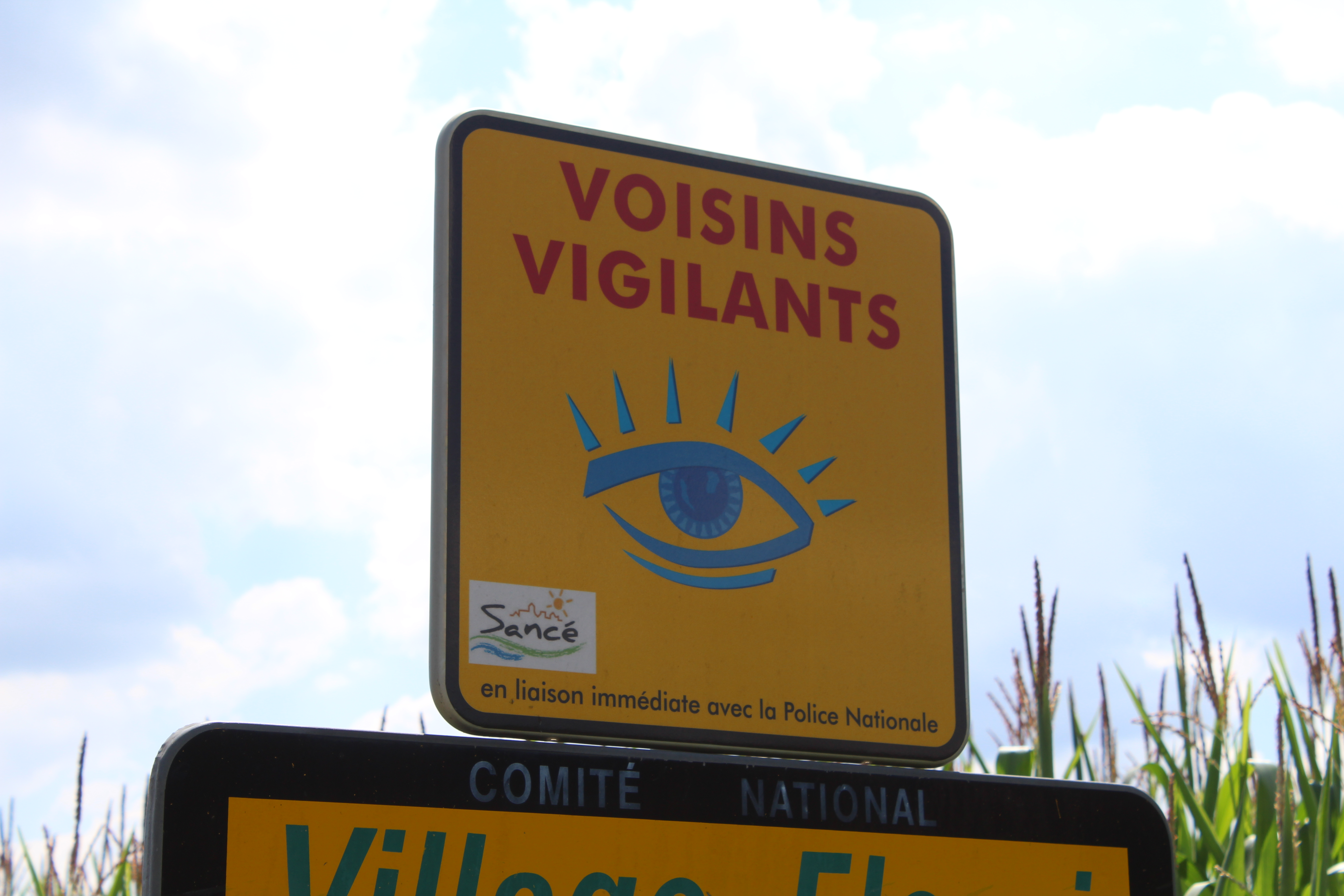
Panneau indiquant le dispositif.

Depuis 2013, Sancé participe au dispositif voisins vigilants.

## Économie
L'activité économique de la commune se concentre essentiellement sur deux zones.
La première zone est la ZAC des Platières, créée en 1975 et grande de 13 hectares le long de l'ancienne route nationale 6 à la frontière avec Mâcon. On y trouve de nombreux commerces mais aussi le centre de secours, le camping municipal de Mâcon ainsi que les ateliers municipaux de cette dernière.
À l'autre extrémité de la frontière entre la commune et la ville-préfecture, la zone artisanale des Noyerets créée en 1997 accueille des services et des artisans.
Au bourg du village, un petit centre commercial concentre des services et des petits commerces.

## Culture et patrimoine

### Lieux et monuments
- Le château du Parc, construit au XIIIe siècle, passe aux mains de plusieurs familles au fil des siècles. Jusqu'en 1835, les murailles extérieures étaient entourées de larges fossés.
- Le château Lapalus est une propriété de la commune depuis 2011.
- L'église romane Saint-Paul, qui fut construite au XIIe siècle et dont une chapelle (datant du gothique flamboyant) abrite une très belle pierre tombale dressée contre le mur depuis 1903 et protégée au titre des Monuments historiques[37] : celle de Jacques Maréschal, décédé en 1555 et enterré aux côtés de sa première épouse, Claudine Baudet, châtelaine du Parc, elle-même morte le 10 avril 1512 en donnant naissance à leur fils Claude[38]. Elle était un prieuré de l’abbaye d’Ainay à Lyon, dédiée à saint Paul[39],[40].
- Quatre lavoirs sont situés à Sancé :
  - le lavoir des prés est construit en 1840[39], un aqueduc est ajouté en 1855 par l'architecte Roch qui avait conçu le monument ;
  - à la suite de la sécheresse de 1732, une fontaine fut construite à la source d'Orgelan où fut bâti plus tard le lavoir d'Orgelan[39] ;
  - le lavoir de Buyat, construit en 1810[39] à la Grange des Dîmes, est accompagné d'un abreuvoir et d'une fontaine ;
  - le lavoir du Soldat Perdu, localisé au bois à La Grisière, est construit en 1858[41] après la construction d'un abreuvoir et d'une fontaine à l'emplacement en 1840. Le lavoir tient son nom d'un soldat endormi près du lavoir après s'être désaltéré durant la guerre franco-prussienne en 1870[42].
- Sur la place Yves-Hall, on trouve le monument en l'honneur des enfants de Sancé morts pour la France durant les guerres.

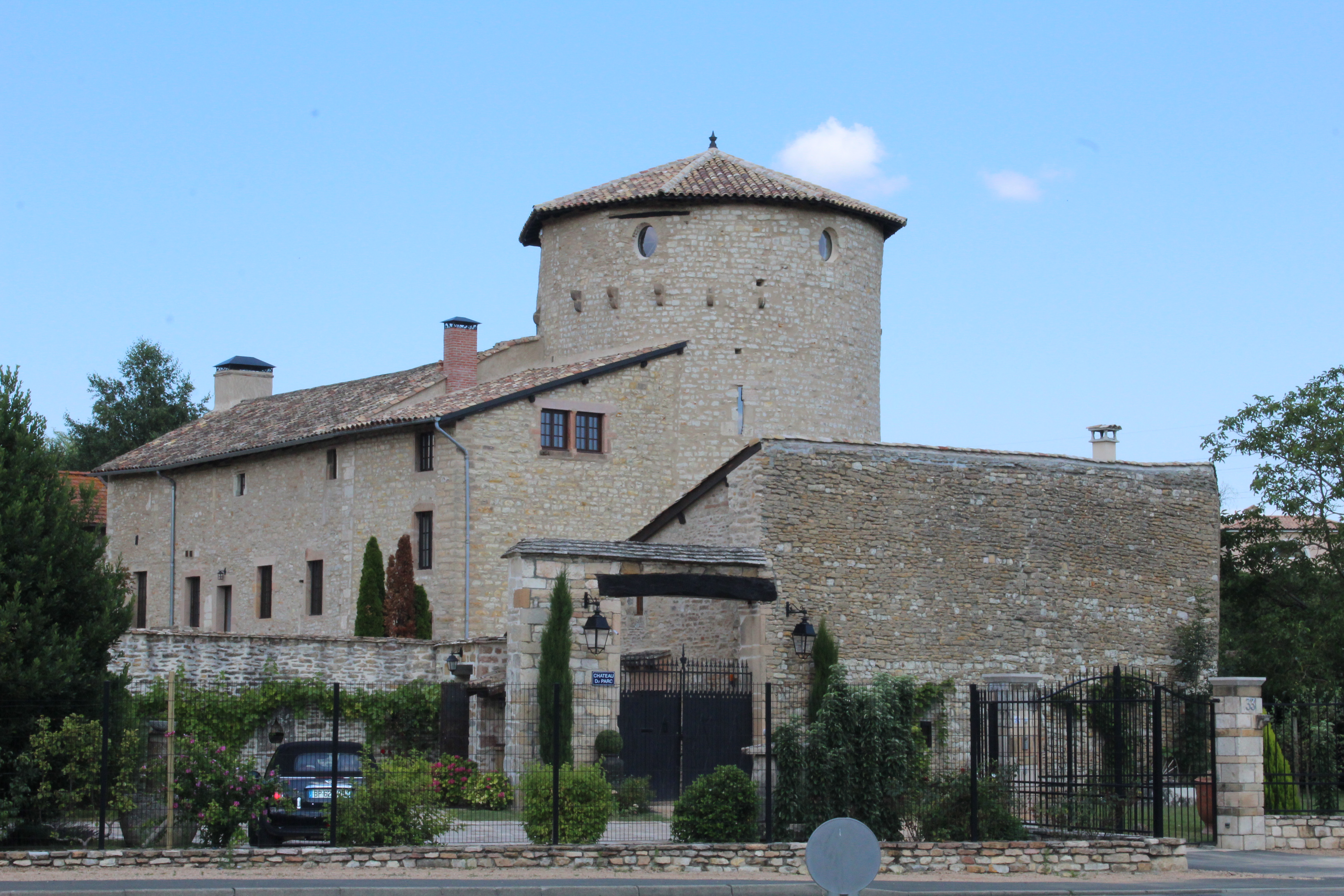
Château du Parc.
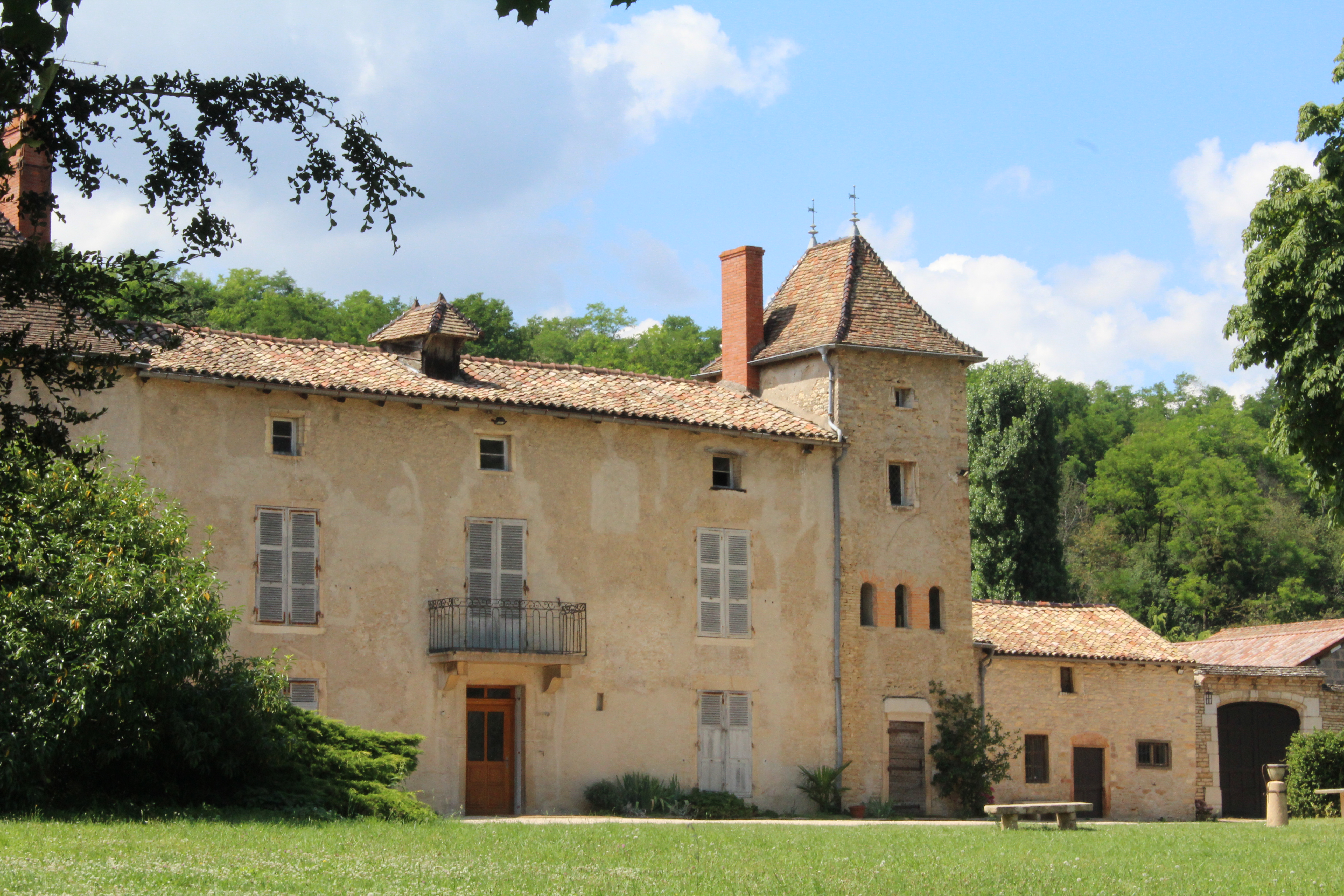
Château Lapalus.
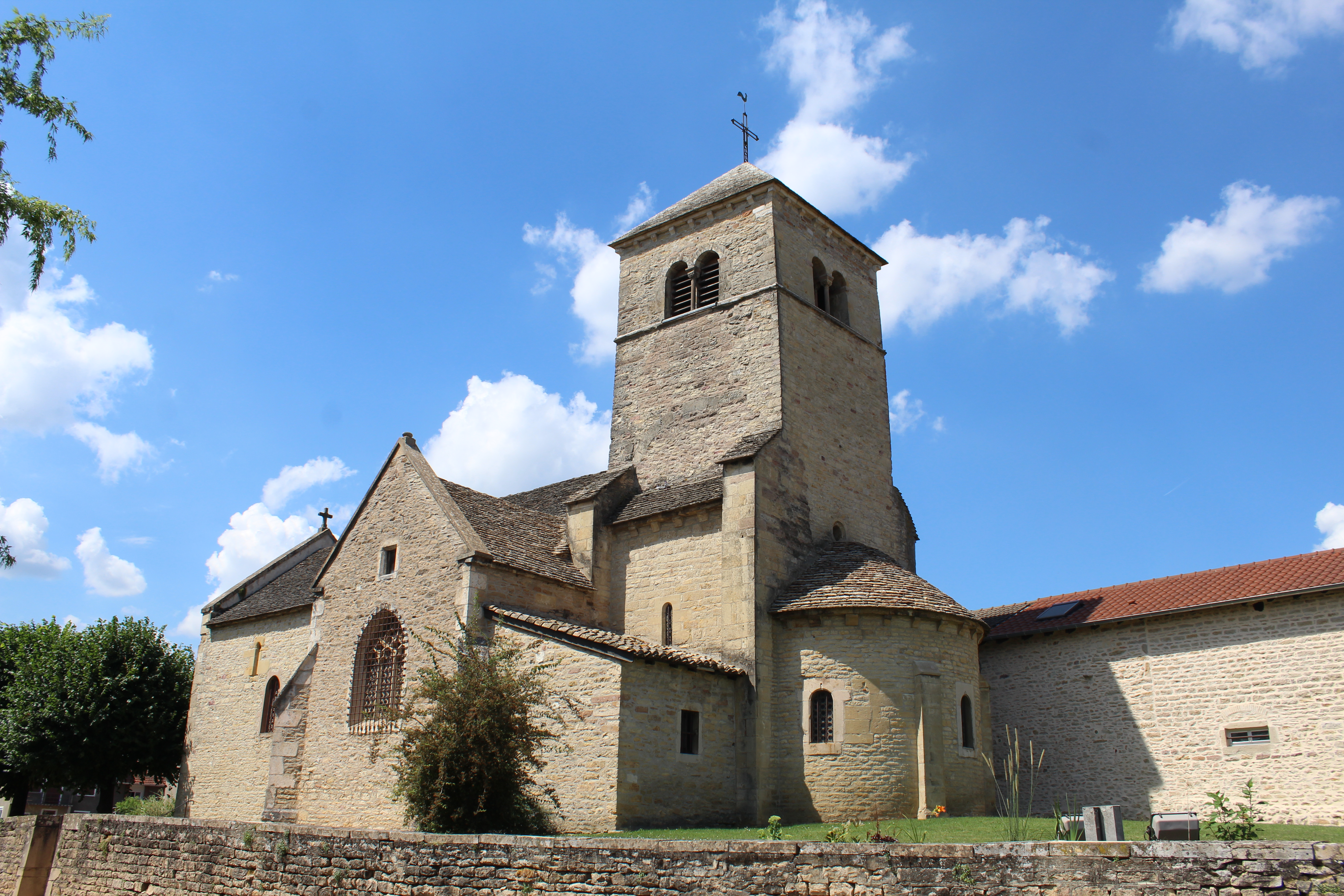
Église Saint-Paul.
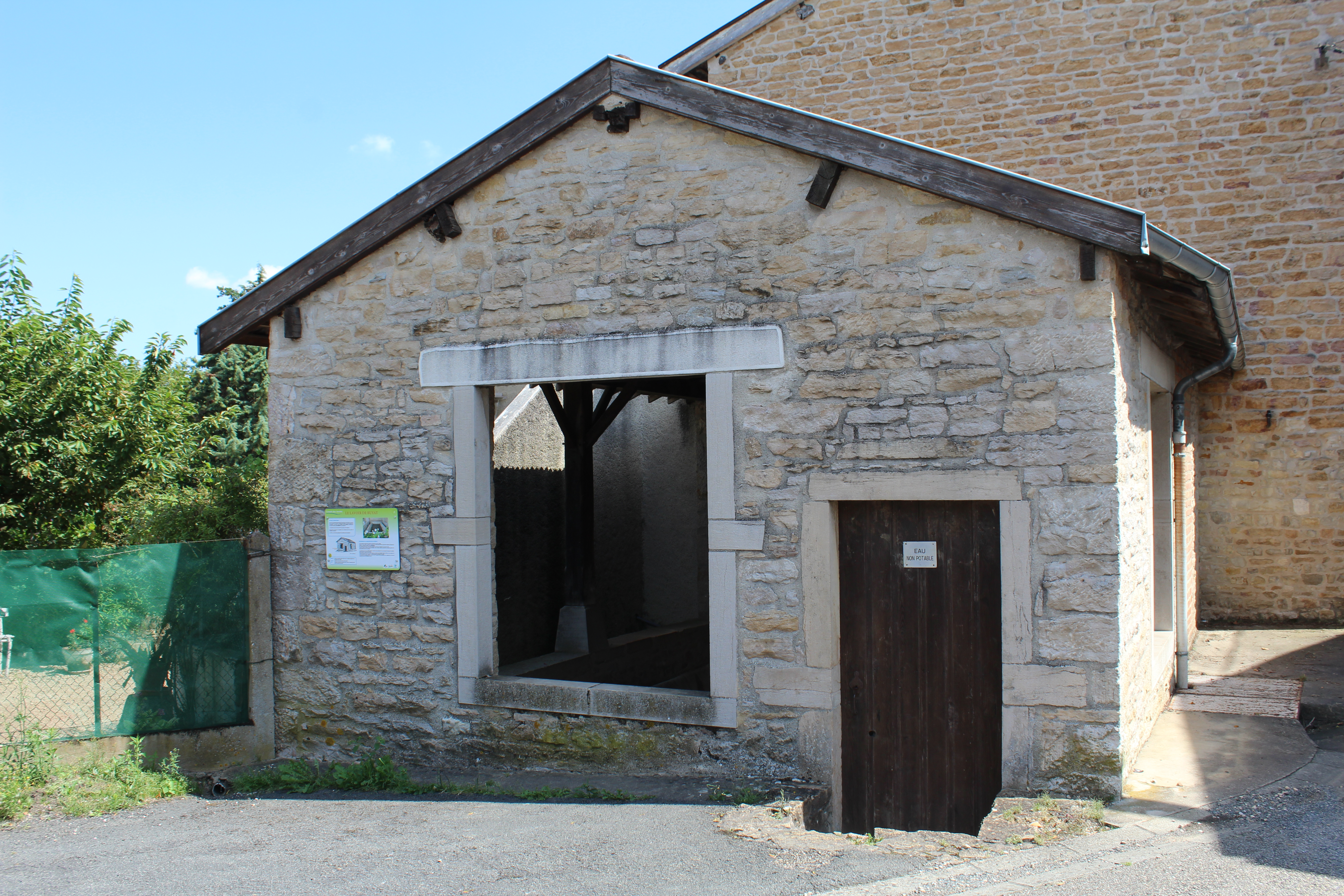
Lavoir de Buyat.
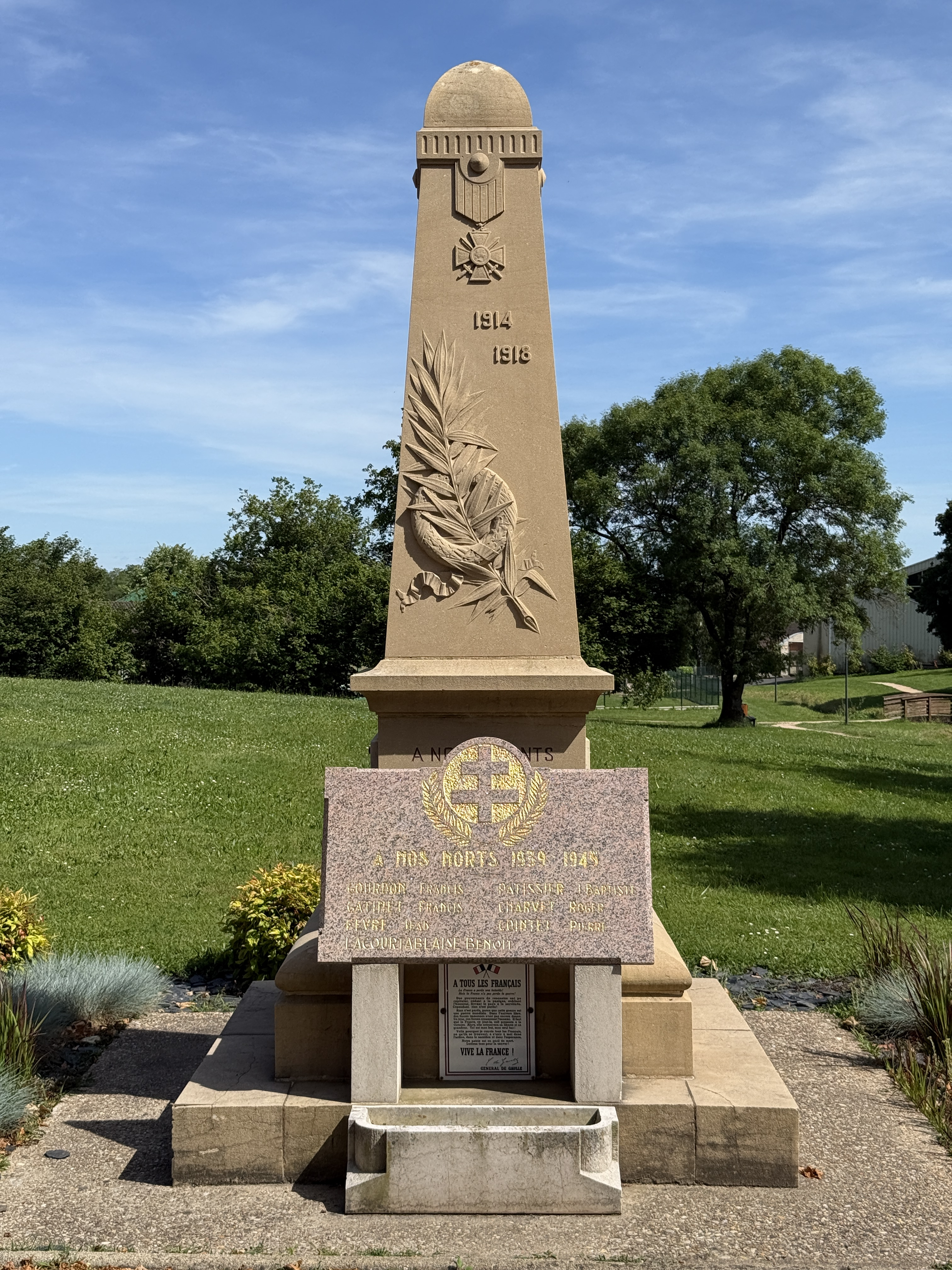
Monument aux morts.

### Espaces verts et fleurissement

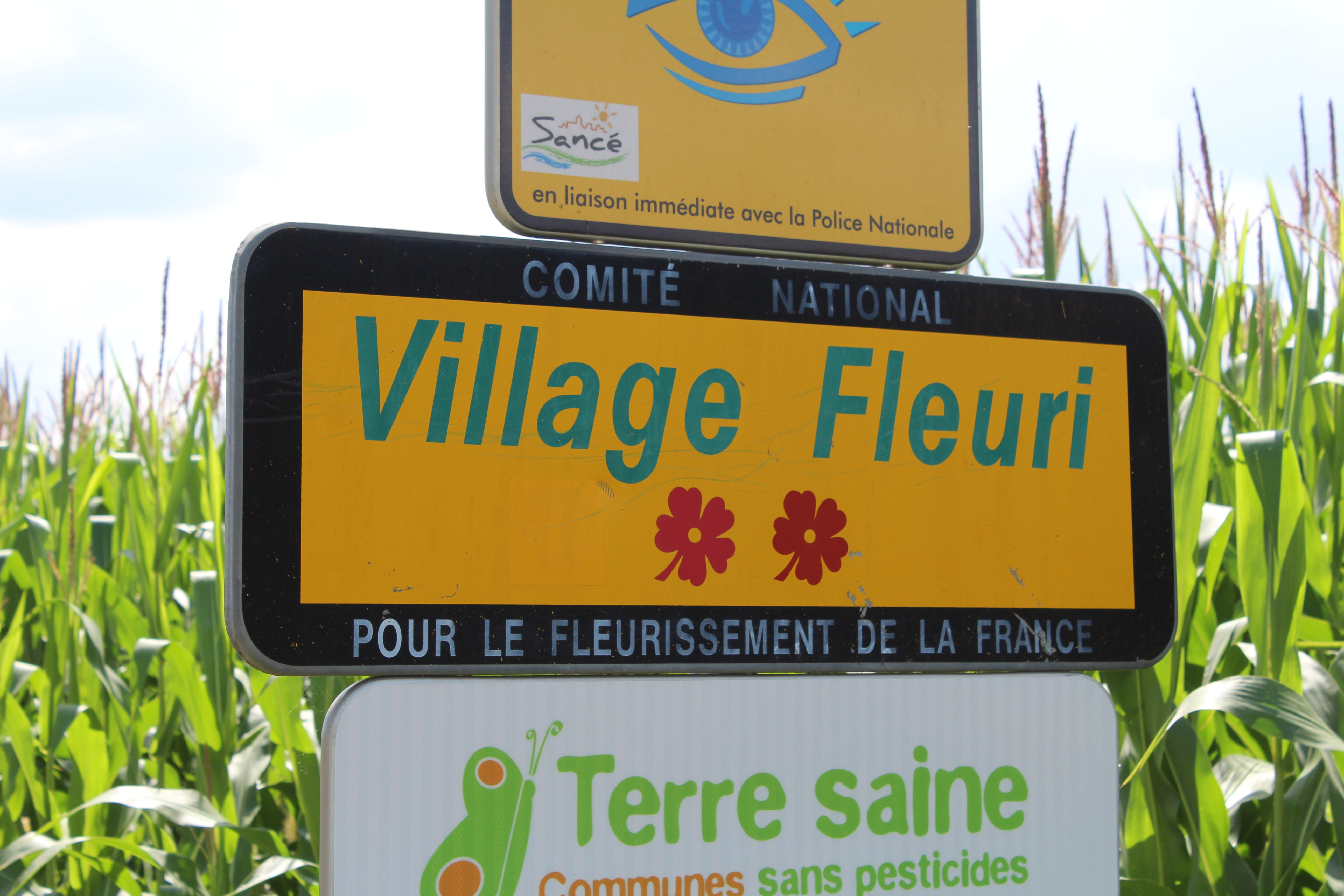
Deux fleurs de Sancé.

Au niveau départemental, la commune a obtenu de nombreux prix au concours des « Villes et villages fleuris ». En 1996, elle a reçu le premier prix avec diplôme d’honneur et a obtenu la première fleur par le jury régional.
En 1993, au niveau régional, elle s’est vu décerner le premier prix du « monument historique ». Elle obtient en 1997 le premier prix de la Mairie fleurie, elle garde aussi sa première fleur. Après la proposition du jury départemental, Sancé obtient sa seconde fleur en 2002.

### Héraldique
| Blason de Sancé (Saône-et-Loire) | Blason  | D'or à la bande d'azur chargée de trois coquilles du champ. |
| Blason de Sancé (Saône-et-Loire) | Détails |                                                             |

## Pour approfondir